# Kounséni
Kounséni est une localité située dans le département de Banzon de la province du Kénédougou dans la région des Hauts-Bassins au Burkina Faso.

## Géographie
Kounséni est situé à environ 7 km au sud-est de Banzon.

## Santé et éducation
Le centre de soins le plus proche de Kounséni est le centre de santé et de promotion sociale (CSPS) de Banzon tandis que le centre médical avec antenne chirurgicale (CMA) le plus proche est à Orodara et que le centre hospitalier régional (CHR) est le CHU Souro-Sanon de Bobo-Dioulasso.
Le village possède deux écoles primaires publiques (au bourg et à Sinfara).